# مجمع الكرادلة
مجمع الكرادلة، هو الهيئة الجامعة لكافة الكرادلة الناخبين - أي أقل من ثمانين عام - في الكنيسة الكاثوليكية. ويشكل أعلى هيئة استشارية في الكرسي الرسولي. ويشغل أعضاؤه أي الكرادلة، مناصب إدارة مجامع الكوريا الرومانية، أو رئاسة الأسقفيات الكبرى أو بطاركة. حسب القواعد الحديثة التي أقرها البابا بولس السادس والبابا يوحنا بولس الثاني، فيجب على أعضاء المجمع ألا يتجاوزوا عدد 120 كاردينالاً ناخبًا.

## المهام
الوظيفة الأهم لمجمع الكرادلة، هي انتخاب البابا بواسطة المجمع المغلق، في كل مرة يشغل بها الكرسي الرسولي، وهو تقليد متوارث منذ 1179. ويعود للكرادلة الناخبون بواسطة المجمع إدارة الكنيسة بصفة جماعية خلال المرحلة الانتقالية. يعقد الكرادلة اجتماعًا سنويًا في عيد الميلاد مع البابا، يلقي خلاله عليهم خطابًا عن حال الكنيسة في العالم كما يقضتي العرف والتقليد. يلتئم الكرادلة حكمًا برئاسة البابا، إلا في حال كان المنصب شاغرًا فيتم الالتئام برئاسة عميد المجمع، وهو الأقدم في الكاردينالية بين الأعضاء.
إلى جانب الاجتماع السنوري الدوري، فمن حق البابا دعوة مجمع الكرادلة لعقد جلسات استثنائية «فوق العادة» خلال العام، كما يعتبر المجمع بحكم المنعقد فور شغور منصب البابا. لمجمع الكرادلة، بضع صلاحيات أخرى كالموافقة على تسمية قديسين أو إعلان أسماء الأساقفة والكرادلة الجدد. قلة من الأعضاء فقط تعيش في روما، وغالبهم يكون من كرادلة الكوريا الرومانية. أغلب الكرادلة يقيمون في أبرشياتهم بوصفهم رؤساء أساقفة، وقد درج العرف على تسمية رؤساء أساقفة كبرى المدن مثل نيويورك أو لندن أو بعض البطاركة مثل بطريرك أنطاكية للكنيسة المارونية - منذ 1965 - بمنصب كاردينال. كان الكرادلة، يقسمون حسب التقاليد القديمة، إلى ثلاث مراتب أساقفة، وقساوسة، وشمامسة، لكن البابا يوحنا الثالث والعشرون أصدر عام 1963 مرسومًا يقضي بأن كل من يسمى كاردينالاً، ولم يكن حائزًا على مرتبة الأسقفية، يستوجب تسمية أسقف بمرسوم.

## العدد
كان عدد الكرادلة لما يفوق أربعة قرون، منذ العام 1586، محددًا بسبعين عضوًا كحد أعلى أسوة بالشيوخ السبعين المذكورين في التوراة، ولين ساعدوا النبي موسى في إدارة شؤون بني إسرائيل. كانت غالبية الكرادلة من إيطاليا، ومع توسع الكنيسة وتسهيل وسئل الاتصال بين دول العالم، رفع العدد في القرن العشرين على يد يوحنا الثالث والعشرون وبولس لسادس وأخيرًا يوحنا بولس الثاني ليغدو 120 كاردينالاً كحد أعلى. تعيين الكرادلة الجدد غير الإيطاليين شق طريقه أيضًا بنتيجة العولمة، ورغم أن الإيطاليين لا يزالون يشكلون الكتلة الكبرى داخل المجمع إلا أنهم فقدوا الأغلبية، منذ عهد بيوس الثاني عشر، لإتاحة الفرصة لتمثيل جميع الأمم الكاثوليكية.